# 下鄉道
下鄉道（英語：Ha Heung Road）是香港九龍土瓜灣的一條街道，單線單程行車，左右兩旁設有兩小時泊車收費咪錶，全長約450米。北至土瓜灣九龍城道，南至土瓜灣浙江街。

## 歷史
位於落山道與下鄉道交界有一座天后廟，建於清朝光緒年間的1885年，現時該古廟已被被列為香港第三級歷史建築。

## 發展
市區重建局浙江街∕下鄉道發展項目於2008年2月開始，一共收購了位於土瓜灣下鄉道1-1A號、九龍城道2-2C號及浙江街42-42A，44-44A號的5幢樓宇。受影響的人口有298人，受影響的業權有60個。拆卸工程已經展開，預計新樓宇的落成日期為2015年至2016年。

## 沿線建築物
- 唯一大廈  (土瓜灣道60-66號)
- 益民大廈  (下鄉道5-19號)
- 安慶大廈  (下鄉道21-27號A)
- 山海大廈  (下鄉道35-47號)
- 天后古廟  (下鄉道49號)
- 怡富閣  (下鄉道22號)
- 昌興大廈  (下鄉道26-30號)
- 康富大廈  (下鄉道32-34號A)
- 華懋華強大廈  (下鄉道36號)
- 華懋華景大廈  (下鄉道38-54號)
- 嘉寶大廈  (下鄉道67-77號)
- 富悅閣  (下鄉道79-87號)
- 益富大廈  (下鄉道89-91號)
- 鼎新大廈  (上鄉道33號)

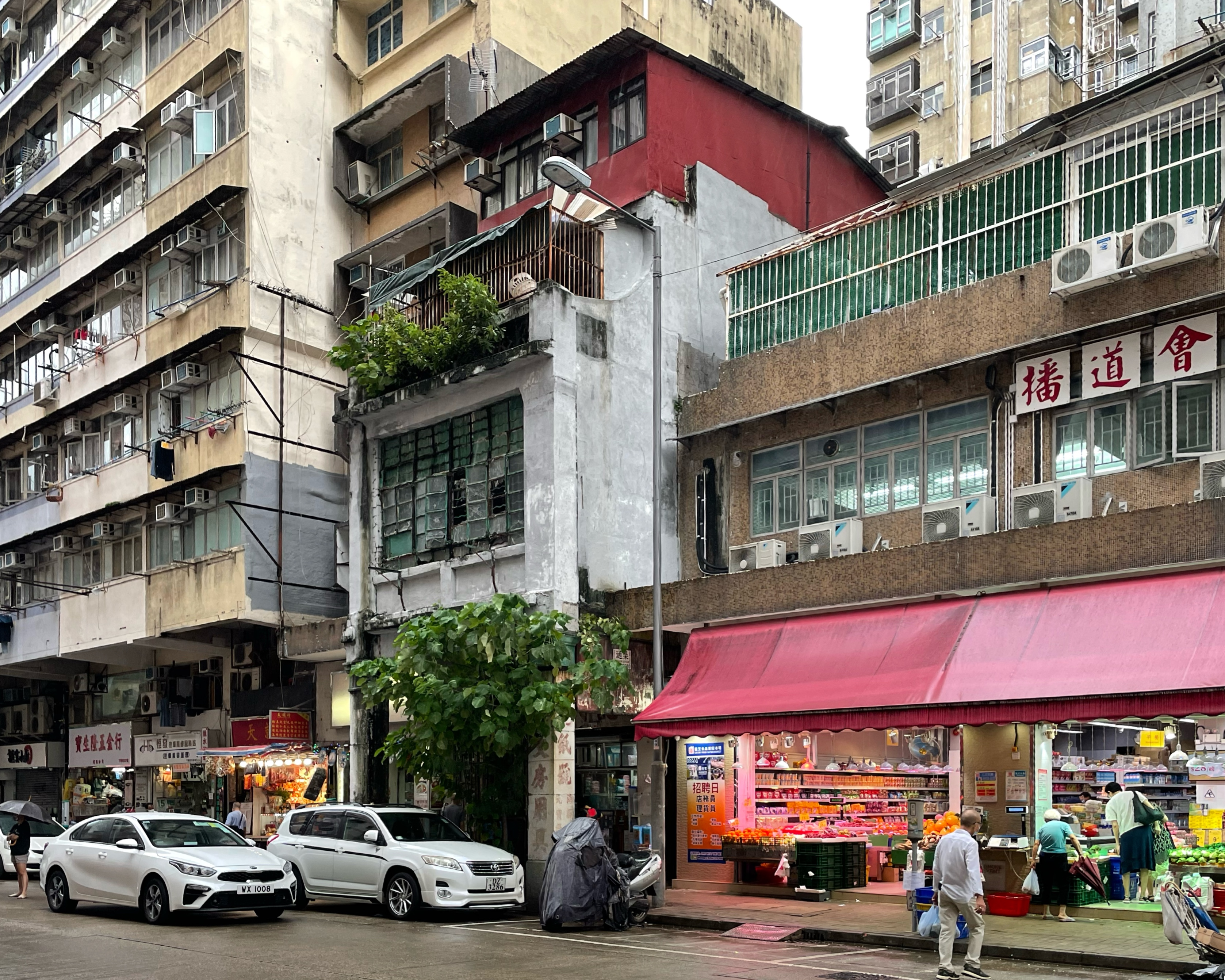
下鄉道65號，香港三級歷史建築。

- 安樂工廠大廈  (下鄉道95-97號／九龍城道88-90號)
- 土瓜灣遊樂場  (下鄉道入口)
- 土瓜灣體育館／土瓜灣室內運動場  (下鄉道66號)[4]

## 沿線街道
- 浙江街
- 四川街
- 麗華街（Lai Wa Street）下鄉道14A旁一條小街
- 美華街
- 落山道
- 上鄉道
- 九龍城道